# Élection présidentielle russe de 2008
Une élection présidentielle a lieu dans la fédération de Russie le 2 mars 2008. Cette élection permet la succession du président Vladimir Poutine, atteint par la limite constitutionnelle de deux mandats, à la tête de l'État russe. Le gagnant du scrutin, Dmitri Medvedev, entre officiellement en fonction le 7 mai 2008.

## Système électoral
En vertu de la Constitution de 1993, le président de la fédération de Russie est élu pour quatre ans, « au suffrage universel, égal et direct, à bulletins secrets ». La loi fédérale précise qu'il est désigné au scrutin uninominal majoritaire à deux tours, qu'il existe un vote « aucun d'entre eux » et que les bulletins blancs ou nuls sont comptabilisés dans les suffrages exprimés.
Les dispositions constitutionnelles prévoient en outre que les candidats doivent être des citoyens russes âgés d'au moins 35 ans et résidant de façon permanente en Russie depuis au moins dix ans. Par ailleurs, une même personne ne peut exercer la fonction de président de la fédération de Russie plus de deux mandats consécutifs.

## Candidats et campagne
Le 16 janvier 2008, la Commission électorale centrale de la Russie a publié la liste officielle des 5 candidats à la présidentielle, avant de rejeter un peu plus tard la candidature de l'ancien premier ministre Mikhaïl Kassianov, ne laissant en lice que 4 candidats, d'après la loi électorale russe peuvent se représenter les représentants de partis parlementaires ou les citoyens ayant pu récolter au moins les 2 millions de signatures de soutien.
Le 10 décembre 2007, Vladimir Poutine a apporté son soutien à Dmitri Medvedev comme candidat à sa propre succession. Le même jour, Medvedev est devenu le candidat à l'élection présidentielle de 2008 désigné par 4 partis : Russie unie, Russie juste, le Parti agrarien et Pouvoir civil.
Un autre homme politique russe, le vice-Premier ministre Sergueï Ivanov, lui aussi proche de Vladimir Poutine, a été longtemps considéré comme un potentiel candidat mais il ne s'était finalement pas présenté.
Les plus importants partis d'opposition le Parti communiste de la fédération de Russie (KPRF) et le Parti libéral-démocrate (LDPR) ont également désigné leurs chefs comme candidats, respectivement Guennadi Ziouganov et Vladimir Jirinovski. Malgré son opposition officielle au parti Russie unie, Vladimir Jirinovski a donné des commentaires positifs sur le candidat du Kremlin, Dmitri Medvedev.
Le dernier candidat est le chef du Parti démocratique de Russie, Andreï Bogdanov.
L'ancien champion du monde d'échecs Garry Kasparov a été désigné le 30 septembre 2007 comme le candidat du mouvement d'opposition L'Autre Russie. Ce mouvement ne jouit cependant pas d'un large support populaire. Le 12 décembre 2007, Kasparov se retire de la course à la présidence s'estimant victime d'ostracisme,.

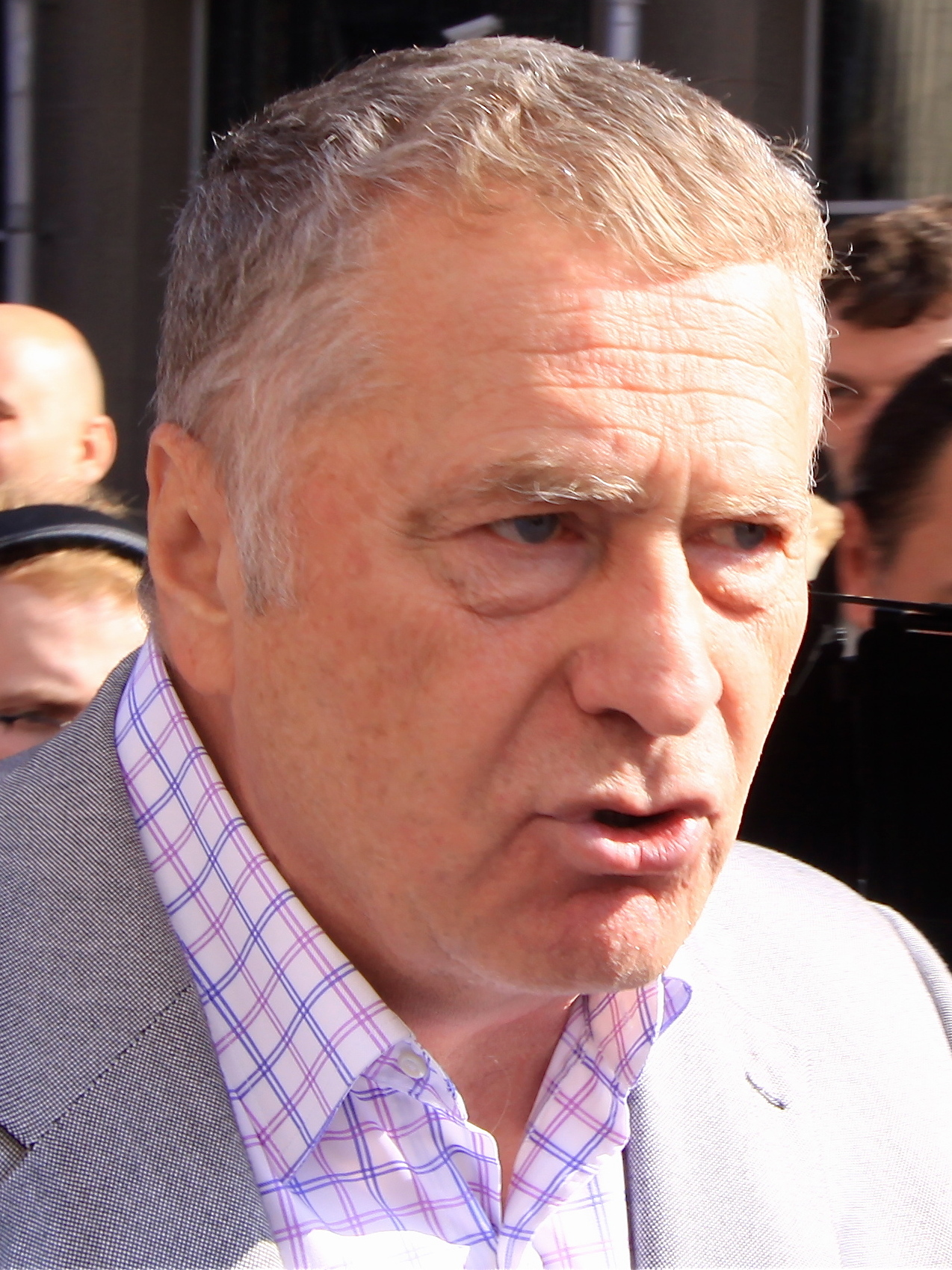
Vladimir Jirinovski Parti libéral-démocrate de Russie
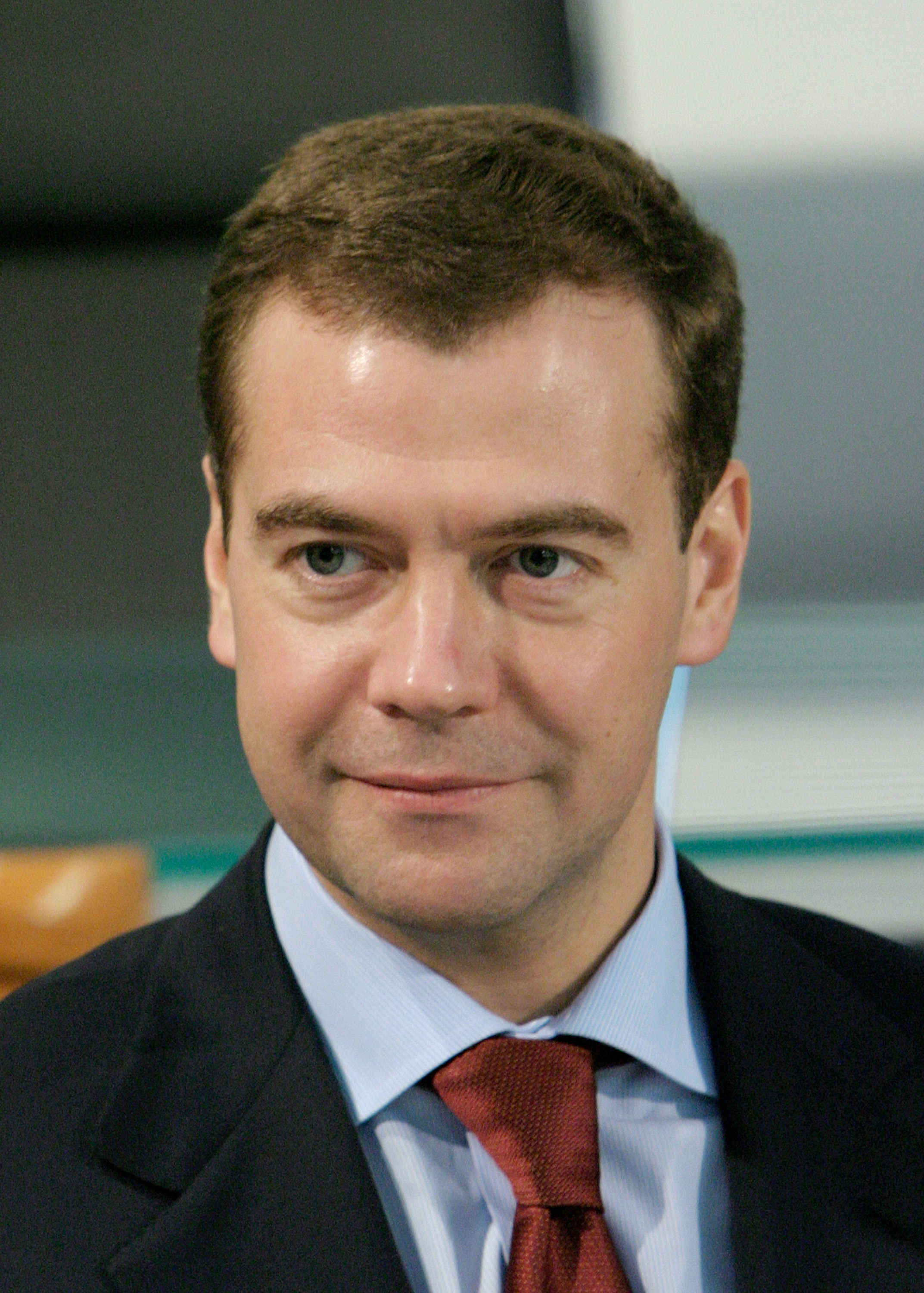
Dmitri Medvedev Russie unie
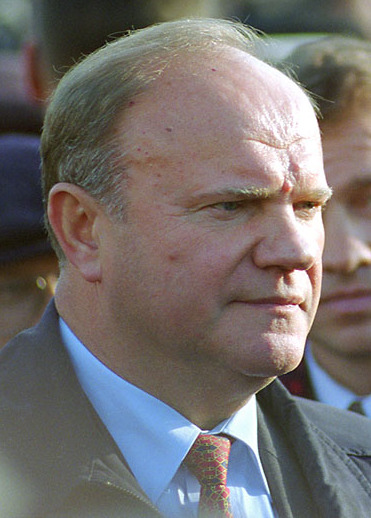
Guennadi Ziouganov Parti communiste de la fédération de Russie

## Résultats
Les résultats officiels créditent Dmitri Medvedev de 52 530 712 voix, Guennadi Ziouganov, le candidat du Parti communiste de la fédération de Russie de 13 243 550, Vladimir Jirinovski, le candidat du parti libéral démocrate de Russie de 6 988 510 voix et Andreï Bogdanov du parti démocratique de Russie de 968 344 voix.

| Candidat                 | Candidat                 | Parti                                       | Voix        | %     |
| ------------------------ | ------------------------ | ------------------------------------------- | ----------- | ----- |
|                          | Dmitri Medvedev          | Russie unie                                 | 52 530 712  | 71,25 |
|                          | Guennadi Ziouganov       | Parti communiste de la fédération de Russie | 13 243 550  | 17,96 |
|                          | Vladimir Jirinovski      | Parti libéral-démocrate de Russie           | 6 988 510   | 9,48  |
|                          | Andreï Bogdanov          | Parti démocratique                          | 968 344     | 1,31  |
|                          |                          |                                             |             |       |
| Votes valides            | Votes valides            | Votes valides                               | 73 641 116  | 98,52 |
| Votes blancs et nuls     | Votes blancs et nuls     | Votes blancs et nuls                        | 1 105 533   | 1,48  |
| Total                    | Total                    | Total                                       | 74 746 649  | 100   |
| Abstention               | Abstention               | Abstention                                  | 32 475 367  | 30,29 |
| Inscrits / participation | Inscrits / participation | Inscrits / participation                    | 107 222 016 | 69,71 |